# Erste Kammer der Generalstaaten
Die Erste Kammer der Generalstaaten (niederländisch Eerste Kamer der Staten-Generaal) ist das Oberhaus des niederländischen Parlaments, der Generalstaaten. Ihr Sitz ist im Binnenhof in Den Haag. Häufig nennt man sie Senaat und ihre Mitglieder senatoren. Steht der Begriff Kamer allein, dann ist normalerweise die politisch wichtigere Zweite Kammer gemeint.
Beide Kammern wurden 1815 mit der Verfassung der Niederlande geschaffen, dabei wählten die reichen Bürger die Zweite Kammer, während der König die (adligen) Mitglieder der Ersten einsetzte. Seit der großen Staatsreform von 1848/1849 wählen die Provinzparlamente die Erste Kammer. Wahlbeschränkungen wie das Vorweisen einer hohen Steuerlast wurden um 1918 endgültig abgeschafft. Die Verfassung verlangt seitdem, dass beide Kammern durch Verhältniswahl zu wählen sind.
Seit 1956 sind es 75 Senatoren und seit 1983 dauert ihre Wahlperiode vier Jahre. Gewählt werden sie am selben Tag von den Provinzparlamenten nach reichseinheitlichen Listen. Die Provinzparlamente selbst werden etwa zwei Monate davor, ebenfalls alle an einem Tag, vom Volk gewählt.
Grundsätzlich bedarf jedes Gesetz der Zustimmung beider Kammern. Allerdings kann nur die Zweite Kammer einen Entwurf mit Zusätzen versehen, der Senat kann ihn nur annehmen oder ablehnen. Neben der indirekten Wahl hat dies in der Praxis dazu geführt, dass die eigentliche Gesetzesarbeit in der Zweiten Kammer stattfindet und auch die Regierung de facto vom Vertrauen in der Zweiten Kammer abhängt.
Der Senat mit seinen Teilzeitpolitikern gilt traditionell als chambre de réflection, in der Gesetzentwürfe zum Schluss noch einmal auf technische Qualität und Ausführbarkeit geprüft werden. Ablehnungen eines Entwurfes sind selten. Seit Bestehen des Senats wurde, vor allem von der politischen Linken, seine Abschaffung diskutiert.

## Geschichte

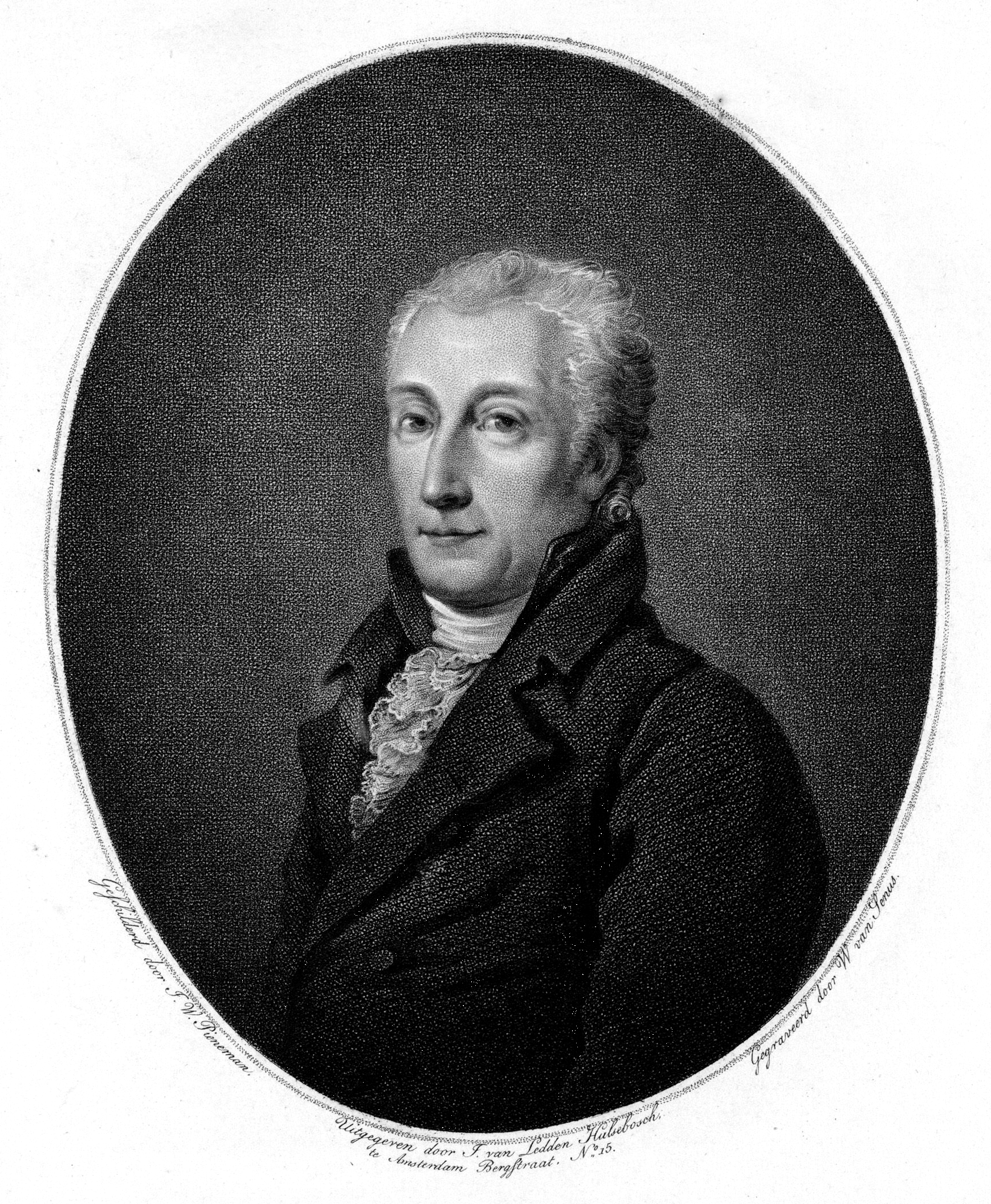
Gijsbert Karel van Hogendorp aus Rotterdam gilt als Frühliberaler und als Vater der ersten Verfassung des Königreichs

In den Burgundischen (Habsburger) Niederlanden kamen zuerst 1464 die Staten-Generaal zusammen, die Allgemeinen Stände.
Dabei handelte es sich um Abgesandte der Stände in den einzelnen Provinzen. Während der französischen Besatzungszeit gab es einen niederländischen Staat mit geringer Macht auch für die Parlamentsmitglieder. Nachdem Wilhelm von Oranien 1813 in den Niederlanden eingetroffen war, erarbeitete der Jurist Gijsbert Karel van Hogendorp eine neue Verfassung. Wie auch in andern Monarchien kam es in den Niederlanden zu einem Parlament mit zwei Kammern. Davon sollte eine den Adel repräsentieren, so dass die Macht des Königs nicht einseitig durch das Volk beschränkt wurde.
In den ersten Jahren nach 1815 ernannte der König die Mitglieder der Ersten Kammer. Sie kam selten zusammen und wirkte vor allem dadurch, dass sie Gesetzesinitiativen (der Zweiten Kammer) blockierte. Aus Furcht vor einer Revolution wie in Deutschland befürwortete der König im Frühling 1848 eine Reform. Seit 1849 wurden beide Kammern gewählt, die Erste jedoch indirekt. Die Mitglieder der Provinzparlamente dienten als Wahlkollegien für die Wahl der Senatoren auf neun Jahre (seit 1923: sechs). Ein Kandidat für die Erste Kammer musste ein reicher Steuerzahler sein, noch reicher als bei der Direktwahl der Zweiten Kammer.
Weiterhin unterstützte die Erste Kammer den König, auch wenn im Laufe der Zeit die Mehrheit eine liberale wurde. Die Sitzungen wurden öffentlich. Die Erste Kammer überlebte mehrere Versuche, sie abzuschaffen oder wenigstens direkt wählen zu lassen. Immerhin wurde sie im Zuge der Verfassungsreformen 1917 (Pacificatie, ein konfessionell-liberaler Kompromiss ursprünglich zur Unterrichtsfrage) bis 1922 demokratisiert. Die Senatoren unterschieden sich nicht mehr besonders in ihrem gesellschaftlichen Hintergrund von den anderen Kammermitgliedern. Die Direktwahl wurde abgelehnt, auch mit dem Argument, dass sie dann eine unerwünschte Wiedergängerin der Zweiten wäre. Die Mehrheitsverhältnisse waren auch so (von 1923 bis in die 2010er-Jahre) in beiden Kammern fast dieselben, so dass der Senat zurückhaltend auftreten konnte. Von 1940 bis 1946 war die Arbeit des Parlaments durch die deutsche Besatzung unterbrochen.
Nach Ansätzen in den ersten Nachkriegsjahrzehnten kam es in den 1970er-Jahren zu einer breiten Diskussion, die 1983 in eine Verfassungsreform mündete. Seitdem wählen die Provinzparlamentarier die Erste Kammer am gleichen Tag, nicht mehr hälftig alle drei Jahre. Gewählt wird alle vier Jahre, vergleichbar mit der Zweiten Kammer. Davon abgesehen blieb die Stellung der Ersten Kammer kaum verändert, trotz Versuchen der linken Parteien von den Linksliberalen bis zu den Linkssozialisten, sie ganz abzuschaffen. Seit 1995 muss der Senat nicht mehr zur Grundgesetzänderung aufgelöst werden, sondern nur noch die Zweite Kammer.

## Stellung und Aufgaben
Im Vergleich zur Zweiten Kammer ist die Erste eindeutig die schwächere. Staatsrechtlich gibt es dafür keinen Grund. Der Senat kann seine Tagesordnung selbst bestimmen und theoretisch jedes Gesetz ablehnen. Die Zurückhaltung des Senats ist eine Sache der Praxis. So werden Gesetzesentwürfe zuerst der Zweiten Kammer vorgelegt, und die Koalitionsabsprachen binden nur die Fraktionen dort.
Auch wenn der Senat nur selten (weniger als einmal im Jahr) einen Gesetzentwurf ablehnt, gab es doch mehrere spektakuläre Fälle, in denen bedeutende politische Reformen am Senat scheiterten. So wurde 1999 in der Nacht van Wiegel das korrigierende Referendum abgelehnt, und 2005 in der Nacht van Van Thijn die Direktwahl der Bürgermeister. Beide Male ging es um alte Forderungen des sozialliberalen Koalitionspartners D66. Die Kabinettskrise von 1999 wurde dadurch verschärft, dass die Partei von VVD-Senator Hans Wiegel damals ebenfalls in der Regierung vertreten war.
Der Senat scheut sich ferner nicht, einen kaum veränderten Gesetzentwurf mehrere Male abzulehnen. Zu berücksichtigen ist, dass in der niederländischen Verfassung die Beziehungen zwischen Regierung und Parlament relativ wenig geregelt sind. Dort wird nirgendwo erwähnt, dass die Regierung bei mangelndem Vertrauen des Parlaments zurücktreten müsste. Trotzdem hat es sich eingebürgert, dass ein Misstrauensvotum in der Zweiten Kammer oder ein Koalitionsbruch zum Rücktritt der Regierung führt.
Seit 1983 nennt die Verfassung (Art. 51,1) die Zweite vor der Ersten Kammer. Allerdings ist der Vorsitzende der Ersten Kammer auch der Vorsitzende der Verenigde Vergadering, der gemeinsamen Sitzung beider Kammern beim Prinsjesdag oder bei der Vereidigung eines neuen Königs.

### Politische Kontrolle

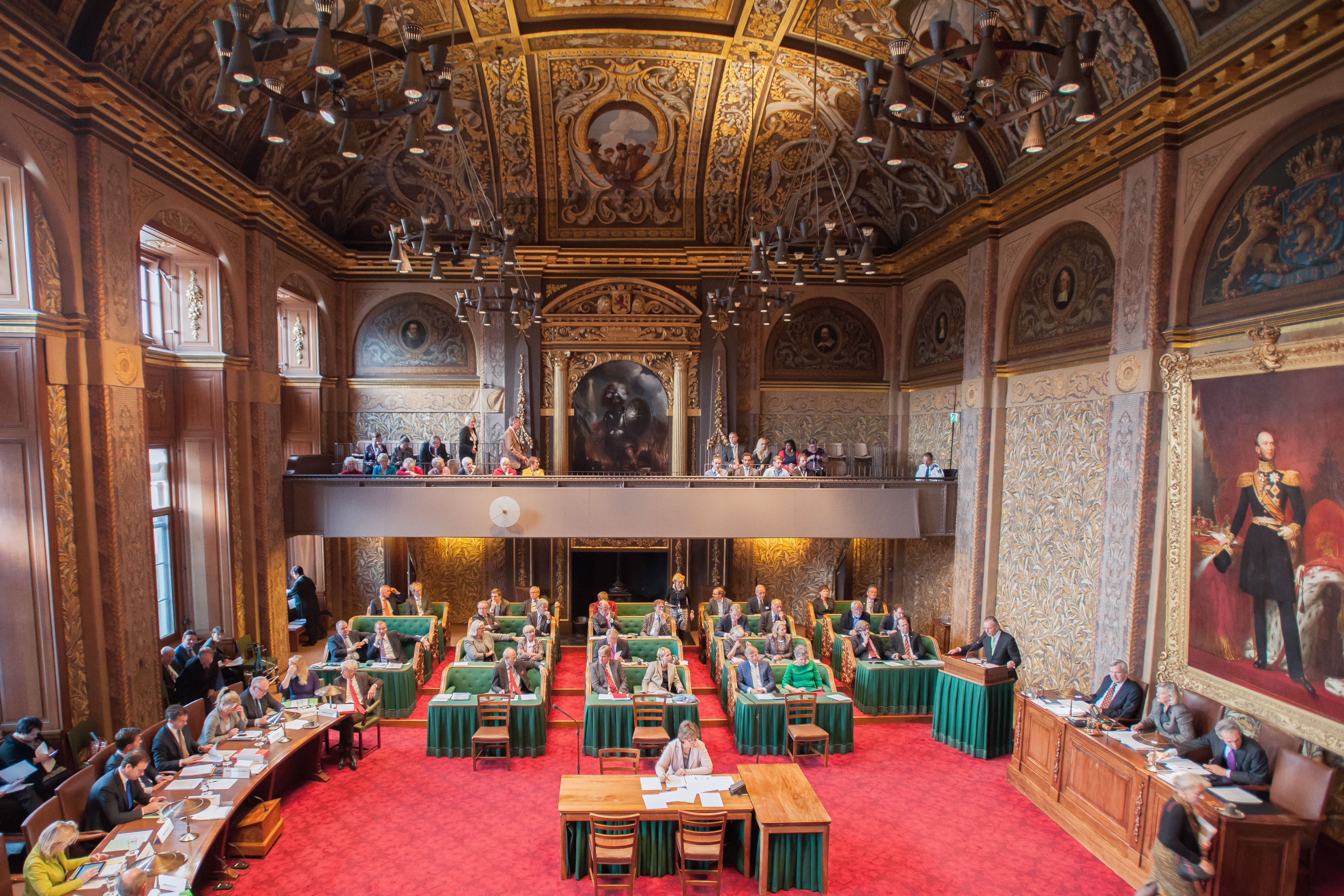
Debatte über die Regierungserklärung in der Ersten Kammer, 2013

Als 1848 die Grundlagen für das politische System neu geschaffen wurden, machte man die Minister dem Parlament gegenüber auskunftspflichtig. Allerdings galt dies bis 1887 nur für die Zweite Kammer. Der Senat erhielt das Fragerecht, um seiner Prüfungsaufgabe besser gerecht werden zu können. Realistischerweise ging man schon damals nicht davon aus, dass der Senat häufig davon Gebrauch machen würde. Der Senat hat nur ein schriftliches Fragerecht; während die Zweite Kammer jährlich mehrere Hundert Fragen stellt, sind es in der Ersten eher wenige Dutzende.
1887 erhielt der Senat auch das Recht, einen Untersuchungsausschuss einzurichten. Dazu ist es nie gekommen. Anfang der 1980er-Jahre meinten die Regierungsparteien, die auch im Senat die Mehrheit hatten, ein Untersuchungsausschuss sei kein Teil der Gesetzgebung, sondern der Regierungskontrolle. Laut de Vries würde eine aktive Kontrolle der Regierung im Senat die unerwünschte Frage aufwerfen, wie das Verhältnis zwischen beiden überhaupt zu beurteilen sei. Je nach Gang der Dinge könnte ein Untersuchungsausschuss oder ein anderes Instrument zur Frage des politischen Vertrauens führen.

### Gesetzgebung
Der Senat soll Gesetzentwürfe überprüfen nach juristisch-technischen Aspekten, nach nationalem und internationalem Recht, nach Kohärenz und nach gesellschaftlicher Akzeptanz und Handhabbarkeit. Allerdings erhält er die Entwürfe erst, wenn der Gesetzgebungsprozess im materiellen Sinn bereits abgeschlossen ist. Laut Art. 81 und 85 des Grundgesetzes kann der Senat einen Entwurf nur annehmen oder ablehnen, nicht etwa ein amendement (eine Änderung) einfordern oder auch nur formell vorschlagen. Er hat kein Recht zur Gesetzesinitiative, sondern nur die Regierung oder die Zweite Kammer.
In den Jahren 1945 bis 2001 wurden nur 47 Entwürfe (0,3 Prozent von allen) im Senat abgelehnt, weniger als einer pro Jahr. Das Motiv für die Ablehnung war meist nicht so sehr die Verteidigung einer Rechtsnorm, sondern die Frage nach der praktischen Handhabbarkeit neuer Regeln. Entwürfe, die im Senat ankommen, haben eine monate-, wenn nicht jahrelange Geschichte in Ministerien und in der Zweiten Kammer hinter sich und sind im Zusammenspiel von Regierung und Zweiter Kammer bereits oft abgeändert worden. Diese Arbeit soll nicht zunichtegemacht werden. Außerdem sind die Senatoren die Parteifreunde der Abgeordneten in der Zweiten Kammer, gerade Senatoren aus den Koalitionsparteien fällt eine Ablehnung schwer.
Dennoch kann der Senat einen gewissen Einfluss auf den Gesetzesinhalt ausüben, ohne konkret einen Entwurf abzulehnen. So kann er einen Entwurf aanhouden (anhalten), also implizit mit der Ablehnung drohen. Von einer novelle spricht man in den Niederlanden, wenn dann die Regierung oder die Zweite Kammer ein neues Gesetz auf den Weg bringt, das die Änderungswünsche des Senats berücksichtigt. Kommt diese novelle nach Durchlauf des Gesetzgebungsprozesses in den Senat, nimmt er sie zusammen mit dem alten Entwurf an. In einer weicheren Variante gibt der Senat dem alten Entwurf bereits seine Zustimmung, aber mit der Inkraftsetzung wird auf die novelle gewartet. Wiederum eine Variante stellt eine toezegging dar, eine Zusage eines Ministers, bei der künftigen Rechtssetzung oder in der Handhabung eines Gesetzes die Wünsche des Senats zu berücksichtigen. Das kann beispielsweise durch einen Brief des Ministers an den Senat geschehen.
Diese Praxis, die es seit 1967 gibt, ähnelt einem amendementsrecht sehr, auch wenn der Staatsrat diese Sichtweise ablehnt. Zwischen 1983 und 2000 wurden von 4439 Gesetzentwürfen, die die Erste Kammer erreicht haben, zwanzig mit einer novelle versehen. Dabei wurde aber der hauptsächliche Inhalt eines Entwurfes nicht verändert.
Ferner kann der Senat seine Meinung durch eine motie kundtun, einen Antrag oder eine Resolution. Eine motie bedarf im Senat der Unterstützung von mindestens vier Senatoren. Auch zu diesem Instrument kommt es sehr selten, im Sitzungsjahr 1997/1998 bei 37 Sitzungen nur dreimal, in den zwei Jahrzehnten davor höchstens vierzehnmal pro Sitzungsjahr. Erik Knippenberg sieht in einer gesetzesbezogenen motie eher ein Mittel vor allem der Oppositionsparteien, „Luft abzulassen“ (ein „ontluchtingsventiel“).

### Haushaltsrecht
Ebenso wie Gesetze benötigt der Entwurf für den Reichshaushalt die Zustimmung beider Kammern, und die Erste Kammer kann ihn nur annehmen oder ablehnen. Die Erste Kammer erhält den Entwurf erst spät und muss auch nicht formell abstimmen. Der Bericht eines Kammerausschusses reicht. Als Kontrollinstrument des Senats ist das Haushaltsrecht beinahe bedeutungslos, urteilt Knippenberg.

## Organisation

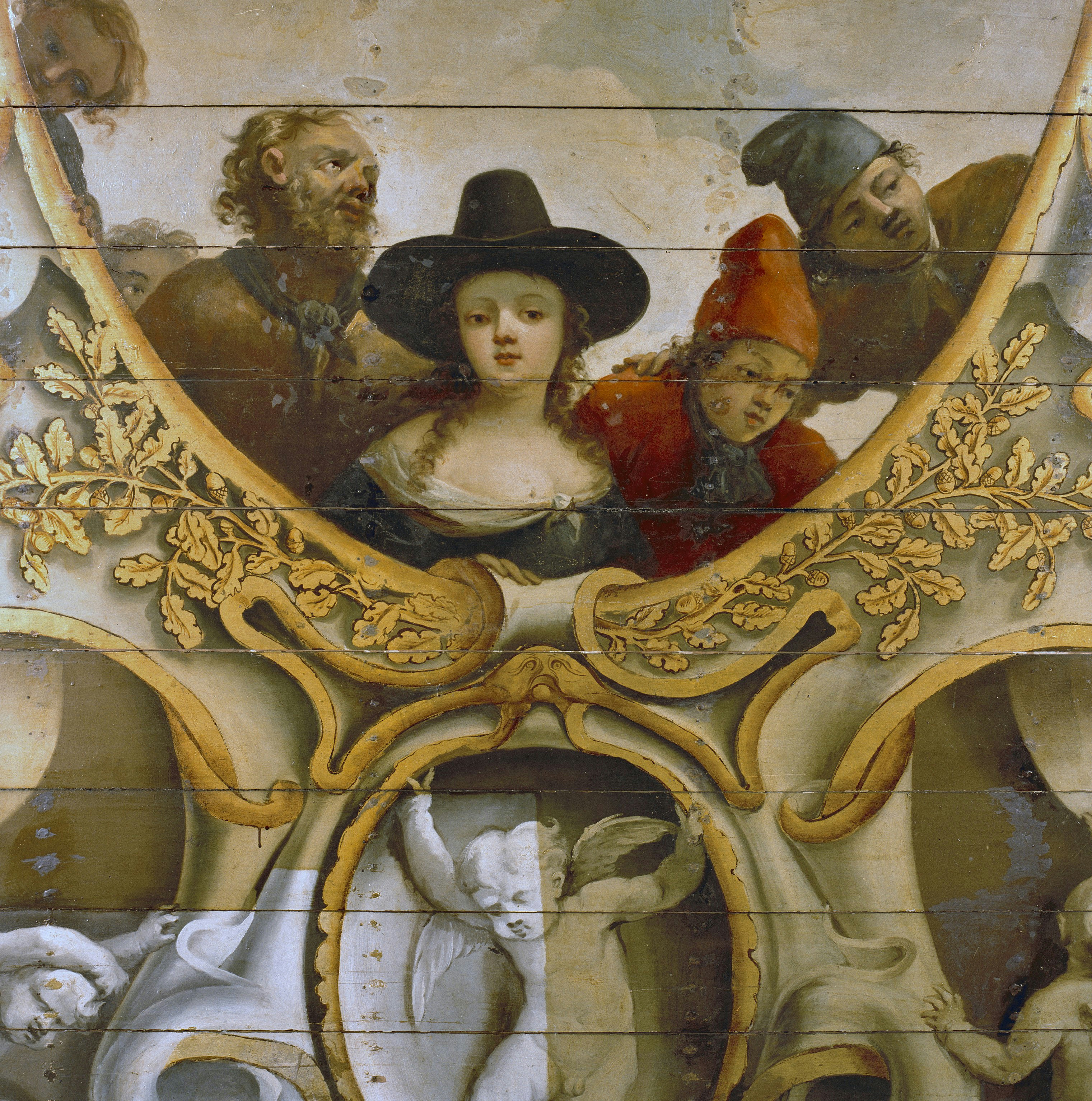
Deckenbemalung im Saal der Ersten Kammer

Die Senatoren kommen in Sitzungsperioden normalerweise jeweils am Dienstag um 13.30h zur Plenarsitzung zusammen, bei Bedarf selten auch am Montag oder Mittwoch. Eine Sitzung kann von acht Mitgliedern gefordert werden, das Quorum für Sitzungen und Abstimmungen beträgt 38. Die Sitzungen sind öffentlich, aber Besucher müssen sich anmelden. Auf der Besuchertribüne gibt es dreißig Sitzplätze.
Der Vorsitzende der Ersten Kammer, der Eerste Kamervoorzitter, wird von den Kammermitgliedern für die vierjährige Legislaturperiode gewählt. Oft ist es der Vorsitzende der größten Fraktion; davon wird durchaus abgewichen, wenn dieselbe Partei bereits den Vorsitzenden der Zweiten Kammer stellt. Seit dem 2. Juli 2013 ist Ankie Broekers-Knol (VVD) Vorsitzende. Das College van Senioren ist ein Ältestenrat, der die Tagesordnung festlegt.
Die Senatoren gruppieren sich nach Fraktionen; eine Fraktion kann auch aus einem einzigen Mitglied bestehen. Größere Fraktionen wählen einen Fraktionsvorsitzenden, einen Vizevorsitzenden und einen Fraktionssekretär. Abweichungen von der Fraktionsdisziplin sind häufiger als in der Zweiten Kammer. Es gibt im Senat keine oder nur wenige Fraktionsmitarbeiter.
Die Erste Kammer arbeitet mit etwa zwanzig Ausschüssen, die oft dem Themenbereich eines Ministeriums entsprechen. Bei der Verteilung der Ausschuss-Sitze achtet der Kammervorsitzende darauf, dass jede Fraktion in jedem Ausschuss vertreten ist. In den Sitzungen geht es selten an Detailarbeit, da der Senat sowieso nur annehmen oder ablehnen darf. Viele Ausschuss-Sitzungen finden sogar nur schriftlich statt, oder in der Teepause.
Die innere Senatsorganisation wird von einem Griffier geleitet (ein traditionelles Wort für Sekretär). Er bereitet beispielsweise die Sitzungen vor, verantwortet die Berichte unter anderem der Ausschüsse, und berät den Kammervorsitzenden. Der Griffier hat drei Stellvertreter. Ihm untersteht ein Sekretariat.

## Wahl und Zusammensetzung
Die Erste Kammer wurde schon immer bewusst anders als die Zweite gewählt, um beide Kammern voneinander zu unterscheiden und der Ersten ein Existenzrecht zu geben. Dieses Argument kam in den Verfassungsdebatten jeweils zur Sprache gegenüber weitergehenden Regierungsentwürfen. Nachdem zunächst der König die Senatoren ernannt hatte, wählten seit 1849 die Mitglieder der Provinzparlamente die Erste Kammer nach Zensuswahlrecht. Die Demokratisierung 1917–1922 sorgte dafür, dass die Zusammensetzung beider Kammern auf dem allgemeinen Wahlrecht für Männer und Frauen beruht. Weiterhin ist das Wahlsystem für die Erste Kammer ein indirektes.

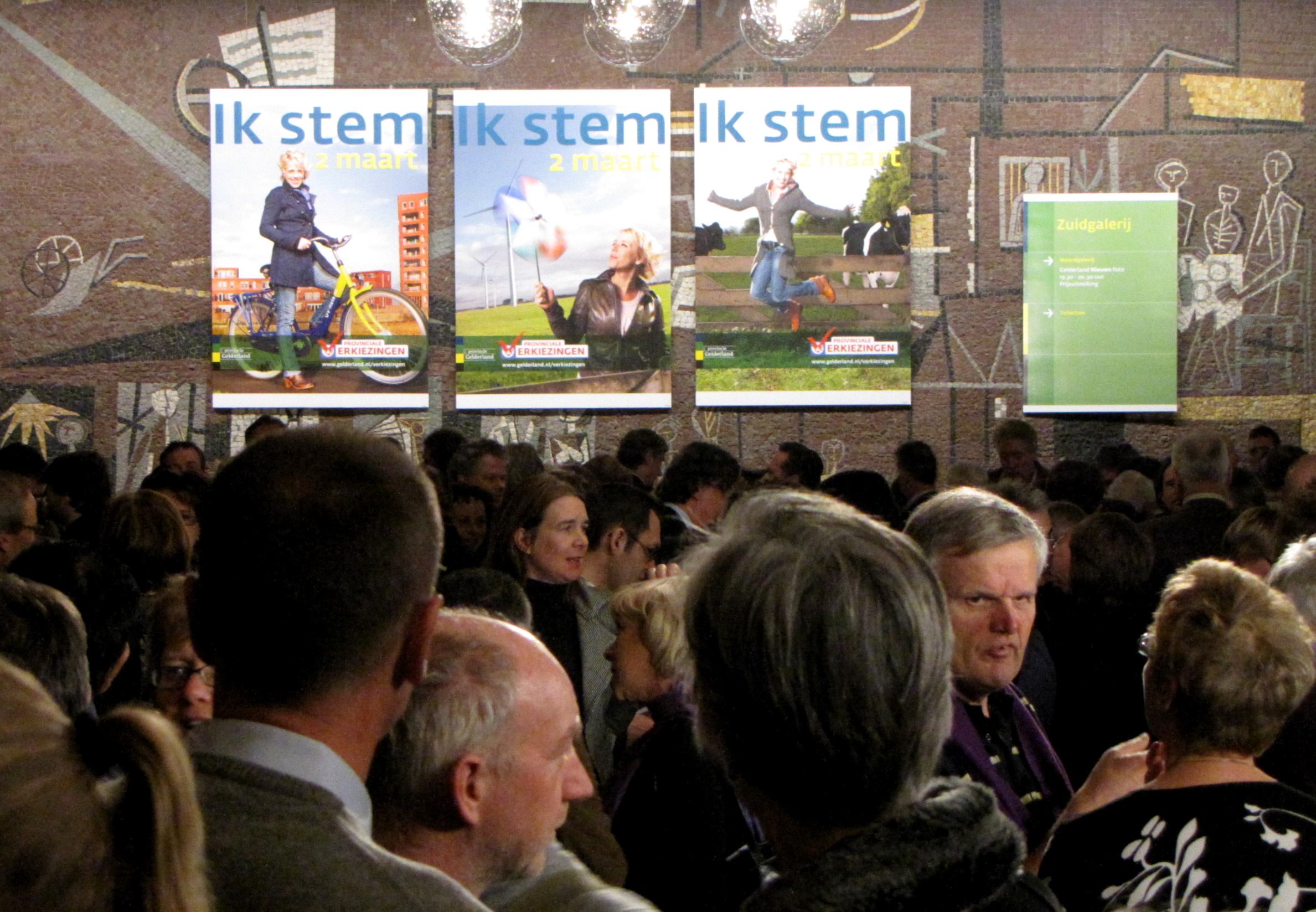
Wahl zu den Provinzparlamenten am 2. März 2011: Wahlabend im Gelderländer Provinzhaus in Arnheim

Die Erste Kammer wird von den Mitgliedern der Provinzparlamente gewählt, die wiederum von den mindestens 18 Jahre alten Niederländern in der jeweiligen Provinz auf vier Jahre gewählt werden. Die zu keiner Provinz gehörenden drei besonderen Gemeinden in der Karibik wählen seit 2019 jeweils parallel zur Wahl der Provinzparlamente je ein Wahlmännerkollegium, dessen Mitglieder wie die Provinzparlamentarier an der Wahl teilnehmen. Ausländische Niederländer wählen seit 2022 auch ein Wahlmännerkollegium, dessen Mitglieder wie die Provinzparlamentarier an der Wahl teilnehmen.
Mit der Verfassungsreform 1983 wurde die gleichzeitige Wahl aller 75 Mitglieder der Ersten Kammer eingeführt. Zugleich schreibt die Verfassung seither vor, dass die Erste Kammer innerhalb von drei Monaten nach der Wahl der Provinzparlamente stattfindet, außer im Fall einer Auflösung der Ersten Kammer. Seit 1987 ist daher die Wahlperiode der Ersten Kammer an die Wahlperiode der Provinzparlamente gekoppelt. Eine Kandidatenliste für eine bestimmte Provinz muss von mindestens einem Parlamentarier der Provinz unterstützt werden. Obwohl die Parteien in den einzelnen Provinzen unterschiedliche Listen einreichen können, reichen die Parteien in der Praxis immer dieselbe Liste für alle Provinzen ein. In dem Jahr, in dem die Provinzparlamente neu gewählt werden (diese Wahlen finden am Mittwoch in der Periode vom 15. bis 21. März statt), erfolgt die Einreichung der Kandidatenlisten am Dienstag in der Zeit vom 19. zum 25. April bzw. innerhalb von vierzig Tagen nach Auflösungsbeschluss. Die Wahl der Ersten Kammer findet am 34. Tag nach der Einreichung der Listen, 15 Uhr, statt, also (außer im Falle der Auflösung) am Montag in der Periode vom 23. bis zum 29. Mai.
Seit 2015 gibt es 570 Provinzparlamentarier. Hinzu kommen seit 2019 die 19 Mitglieder der Wahlkollegien der karibischen Gemeinden. Sie haben je eine Stimme, die sie für einen Kandidaten auf einer der Parteilisten abgeben. Die für die Kandidaten einer Partei abgegebenen Stimmen gelten alle für jene Liste.

Provinzen der Niederlande. Seit 1986 sind es mit dem dem Meer abgerungenen Flevoland zwölf Provinzen.

Die von den Parlamentariern der einzelnen Provinzen (und besonderen Gemeinden) abgegebenen Stimmen werden unterschiedlich gewichtet. Damit wird die Verhältnismäßigkeit der Wahl sichergestellt. Zwar haben die Provinzparlamente unterschiedlich viele Abgeordnete, abgestuft nach der Bevölkerungsgröße der Provinz, dennoch haben die kleineren Provinzen ein größeres Provinzparlament im Verhältnis zur Bevölkerungszahl. Zur Ermittlung des Stimmgewichts der Provinz wird die Einwohnerzahl durch das Hundertfache der Zahl der Provinzparlamentarier geteilt und zur nächsten ganzen Zahl gerundet. Flevoland beispielsweise hatte 2015 401.503 Einwohner und 41 Provinzparlamentarier. Daraus ergab sich ein Stimmgewicht von 98 pro Provinzparlamentarier bei der Senatorenwahl: 401.503 / (41∗100) = 97,92756…, gerundet 98. Bei der Wahl 2015 schwankte des Stimmgewicht zwischen 98 (Flevoland und Seeland) und 655 (Südholland). Der Einfluss der karibischen Gemeinden belief sich 2019 zusammen auf 0,11 Sitze.
Für die Sitzverteilung werden die Stimmen mit dem Stimmgewicht der jeweiligen Provinz multipliziert. Wählen beispielsweise 5 Provinzparlamentarier aus Flevoland eine bestimmte Liste, dann errechnen sich daraus 505 Stimmen (5∗101) für diese Liste. Listen aus verschiedenen Provinzen gelten für die Sitzverteilung als eine Liste, wenn es entweder Listen derselben Partei sind oder der Spitzenkandidat derselbe ist. Die Stimmenzahlen der Parteien in den einzelnen Provinzen werden also landesweit addiert; nicht von Parteien eingereichte Listen kommen praktisch nicht vor. Die Summe der auf alle Listen landesweit entfallenen Stimmen wird durch die Zahl der zu vergebenden Sitze (also 75) geteilt. Der sich hierbei ergebende Quotient heißt kiesdeler (wörtl.: „Wahlteiler“, entspricht der Hare-Quote). Jede Liste erhält zunächst so viele Sitze, wie der kiesdeler voll in der Stimmenzahl enthalten ist. Gibt es beispielsweise 165000 gültige Stimmen und erhält Liste A 35000 Stimmen, dann beträgt der kiesdeler 2200 (165000/75) und erhält Liste A zunächst 15 Sitze (35000/2200= 15,9090…, abgerundet 15). Können nicht alle 75 Sitze auf diese Weise vergeben werden, werden die verbleibenden Sitze nacheinander jeweils der Liste zugewiesen, die bei Zuweisung eines zusätzlichen Sitzes die größte durchschnittliche Stimmenzahl je Sitz hätte. Im Ergebnis entspricht das einer Sitzverteilung nach dem D’Hondt-Verfahren. Eine Listenverbindung (im Wahlgesetz lijstencombinatie genannt) ist seit einer am 1. Januar 2011 in Kraft getretenen Gesetzesänderung für die Wahl der Ersten Kammer nicht mehr möglich.

### Vorzugsstimmen
Bei den Wahlen zur Zweiten und zur Ersten Kammer gibt es die Möglichkeit, trotz schlechtem Listenplatz gewählt zu werden. Der Wähler hat vor sich eine Liste mit allen Kandidaten der Liste; er gibt seine Stimme ab, indem er einen einzelnen Kandidaten wählt. Diese Stimme gilt dann für die Gesamtstimmenanzahl dieser Liste. In der Regel geben die meisten Wähler ihre Stimme dem Kandidaten, der an der Spitze der Liste steht.
Eine Stimme, die ein Kandidat erhalten hat, gilt in Bezug auf ihn als voorkeurstem (Vorzugs- oder Präferenzstimme). Ein Kandidat mit vielen Vorzugsstimmen kann daran seine Popularität im Vergleich zu Listenkollegen einschätzen. Bei besonders vielen Vorzugsstimmen kann er ins Parlament gewählt werden, auch wenn sein Listenplatz dies ansonsten nicht zuließe.
Im Falle der Zweiten Kammer braucht ein Kandidat so viele Vorzugsstimmen, wie sie dem Viertel der Wahlzahl entsprechen. Bei der Verteilung der Sitze für eine Liste kommen dann zuerst diejenigen Kandidaten zum Zuge, die das Viertel erreichen, und zwar in der Reihenfolge ihrer Vorzugsstimmen. Erst danach erhalten weitere Kandidaten dem Listenplatz gemäß ihre Chance, wenn noch Sitze übrigbleiben. Pro Wahl erlangen zwar recht viele Kandidaten das Viertel, aber nur in zwei, drei Fällen kommen dadurch Kandidaten in die Kammer, die es normalerweise nicht geschafft hätten.
Ähnlich ist es in der Ersten Kammer. Es kommt vor, dass eine Parteispitze eine Liste aufstellt, die von den Provinzparlamentariern der Partei nicht geschätzt wird. Im Jahre 1969 wurde jemand erstmals allein mit Vorzugsstimmen in den Senat gewählt: Die Führung der PSP hatte ihren ehemaligen Führer auf Platz eins der Liste gestellt, die PSP-Provinzparlamentarier wählten dann aber jemand anders von der Liste mit Vorzugsstimmen. Dieser wurde von der Führung unter Druck gesetzt und verzichtete auf sein Mandat.
Im Jahre 2007 gelang fünf Politikern von fünf verschiedenen Parteien (D66, SP, GroenLinks, PvdA, CDA) der Sprung mit Vorzugsstimmen in die Erste Kammer. Einen größeren Konflikt löste nur der SP-Kandidat Düzgün Yildirim aus, der auf Platz 18 gestanden hatte und unter anderem mit seiner eigenen Stimme als Provinzparlamentarier gewählt wurde. Dem Druck der Parteispitze wollte er sich nicht beugen, er wurde aus der Partei ausgeschlossen und wurde Senator in einer Einmannfraktion. Damals benötigte man nur die Hälfte der Wahlzahl, nach einer Änderung des Wahlgesetzes 2010 muss man die ganze Wahlzahl erreichen, um eventuell mit Vorzugsstimmen in den Senat zu gelangen.
Absprachen über die Reststimmen gibt es immer noch, wodurch die Wahlen zur Ersten Kammer etwas mehr sind als eine reine Formalität. Außerdem konnten Parteien, wie bei den Wahlen zur Zweiten Kammer, bis 2010 Listenverbindungen miteinander eingehen. Hierdurch wurden sie bei der Reststimmenverteilung eventuell etwas besser gestellt.

### Politikerprofil

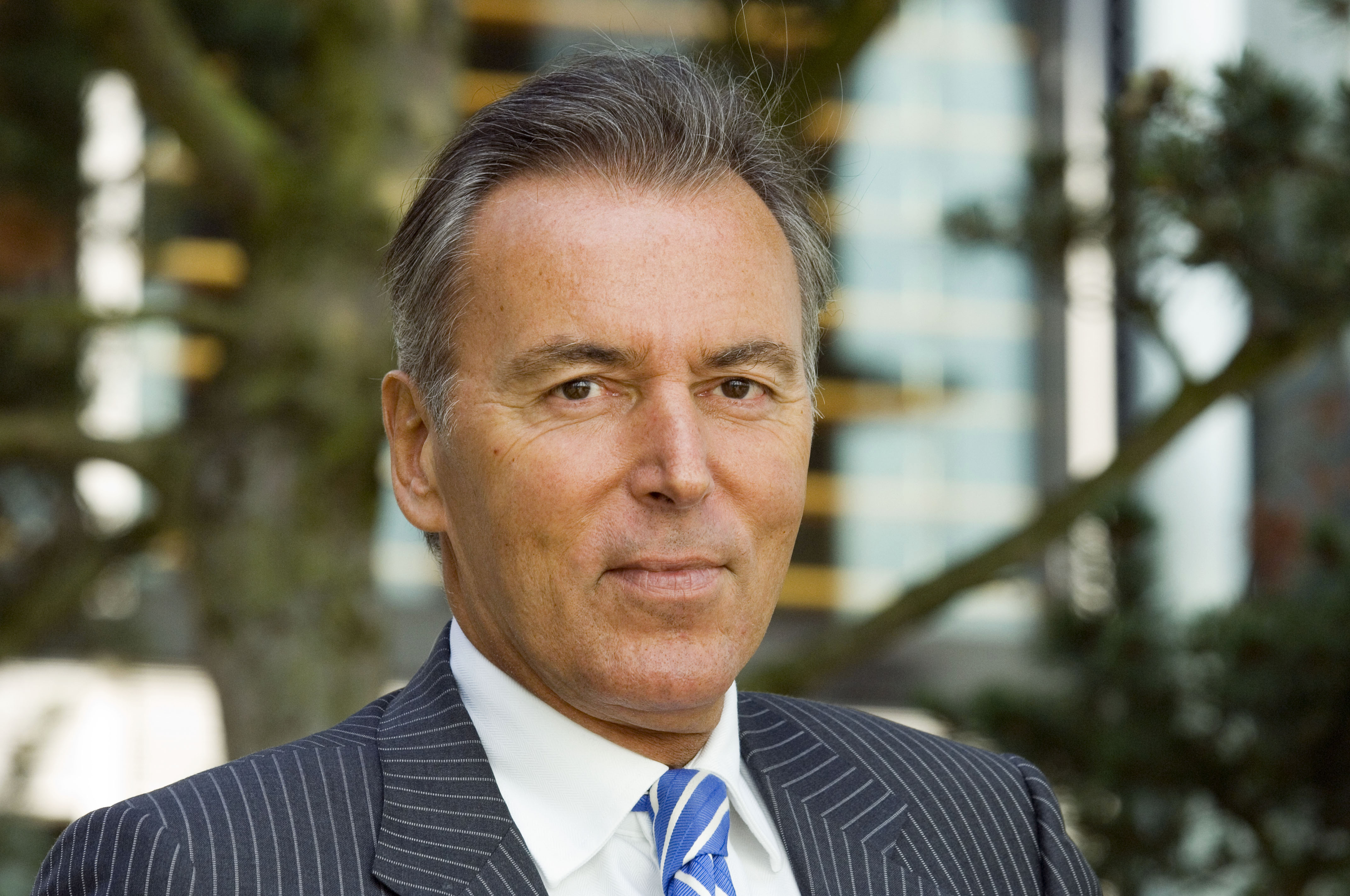
2011 auf Platz eins der CDA-Liste für den Senat: Elco Brinkman. Er wurde erstmals 1982 Minister und diente 1989–1994 als Fraktionsvorsitzender in der Zweiten Kammer. Danach hatte er viele gesellschaftliche Funktionen inne.

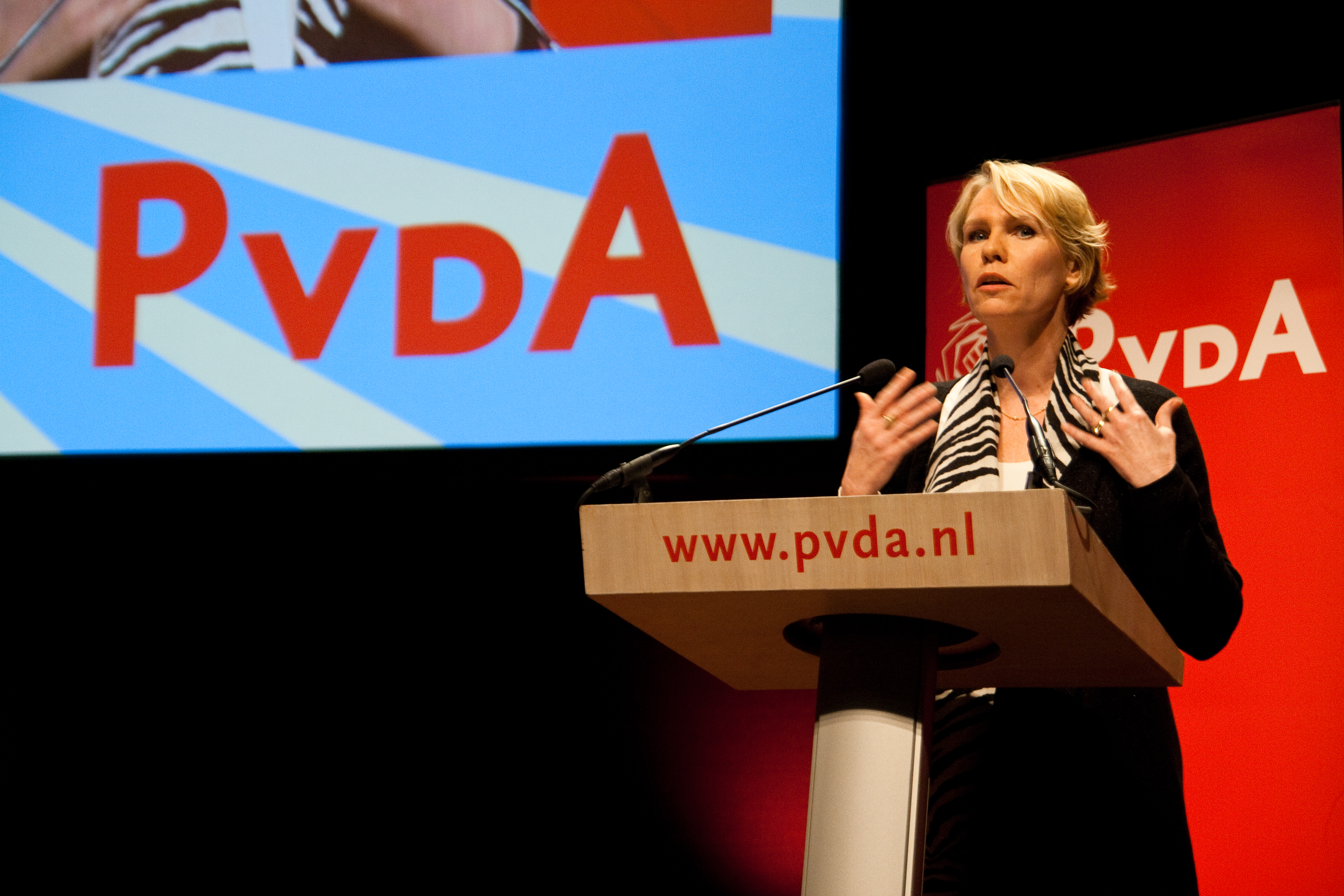
PvdA-Spitzenkandidatin Marleen Barth war in der Zweiten Kammer und Funktionärin im Unterrichts- und Gesundheitswesen.

Von den 1930er- bis zu den 1960er-Jahren war ein Senator meist ein über fünfzigjähriger Mann mit Erfahrung in der Politik, oder ein Professor, als Repräsentant der partikularistischen Gesellschaft. Bis 1956 war er auch vor allem Generalist, die Spezialisten kamen dann über die Volksparteien PvdA und KVP in die Erste Kammer. Sozialdemokraten und Kommunisten stammten naturgemäß aus Arbeiterhaushalten der Städte im Westen, Katholiken aus dem katholischen Süden und ländlichen Gebieten. Liberale der VVD kamen aus den höheren sozialen Schichten. Mit Ausnahme der Gewerkschafter waren die allermeisten Senatoren hochgebildet. Die Juristen waren in der Mehrheit, Mitte der 1960er-Jahre gelangten vermehrt Wirtschafts-, Sozial- und Politikwissenschaftler in den Senat. Da die Mitgliedschaft in der Ersten Kammer nur ein Teilzeitjob ist, üben die Senatoren normalerweise einen anderen Beruf aus. Bis 1971 war es gängig, ein anderes politisches Amt zu haben, wie Bürgermeister oder Provinzminister, oder man war Gewerkschaftschef.
Seit den 1960er-Jahren wurde die partikularistische Gesellschaft langsam überwunden. Neue Parteien außerhalb des alten Systems wurden Kammerparteien. Gewerkschafter und Bürgermeister größerer Städte verschwanden, Parteifunktionäre kamen hinzu, durch PvdA- und VVD-Senatoren aus dem Süden nahm die Vorherrschaft der westlichen Landesteile ab. Der Anteil von Frauen und jüngeren Menschen stieg in den 1970er-Jahren an, ohne zu einem Durchbruch zu führen. Jedenfalls kamen die Senatoren nicht mehr aus einer besonderen bestuurdersklasse (etwa: soziale Klasse der Regierenden).
In der Zeit von 1983 bis 1995 setzte sich der Trend fort, dass Inhaber weiterer politischer oder staatlicher Ämter fernblieben. Typischerweise konnte ein Senator seine Kammermitgliedschaft mit einem freien Beruf als Anwalt, Architekt oder Wissenschaftler vereinen; eventuell war er Gemeindebeamter. So gut wie niemand war unter vierzig Jahre alt, bei linken Parteien waren Frauen gut, bei rechten schlecht repräsentiert. Zugenommen hatte der Anteil von ehemaligen Ministern, Staatssekretären und Abgeordneten der Zweiten Kammer. Für sie bot die Senatorenschaft die Gelegenheit, nach der eigentlichen politischen Karriere noch politisch aktiv zu sein; einige überbrückten die Zeit zwischen Ministeramt und einem anderen Job.
Weil im niederländischen Parlament recht viele Parteien vertreten sind, konzentrieren sich Wahlkämpfe stark auf die Spitzenkandidaten. Gerade bei kleineren Parteien oder nicht in der Regierung vertretenen Parteien kennt die Öffentlichkeit kaum weitere Politiker. Bei den Provinzwahlen sieht man auf den Wahlplakaten meist die nationalen Parteiführer (meist Fraktionsvorsitzende in der Zweiten Kammer) und höchstens bei den großen Parteien regionale Gesichter. Die Spitzenkandidaten für die Erste Kammer spielen nur eine untergeordnete Rolle. Die Mitgliedschaft in der Ersten Kammer bringt einem Politiker kaum Bekanntheit, diese haben sich einige allenfalls im früheren politischen Leben erworben.

#### Sitzverteilung seit 1987
Die Ergebnisse der Wahlen zur Ersten Kammer seit 1987:
| Partei/Fraktion | Partei/Fraktion                               | Partei/Fraktion                               | Partei/Fraktion                               | 1987 | 1991 | 1995 | 1999 | 2003 | 2007 | 2011 | 2015 | 2019 | 2023 |
| --------------- | --------------------------------------------- | --------------------------------------------- | --------------------------------------------- | ---- | ---- | ---- | ---- | ---- | ---- | ---- | ---- | ---- | ---- |
|                 | BoerBurgerBeweging (BBB)                      | BoerBurgerBeweging (BBB)                      | BoerBurgerBeweging (BBB)                      |      |      |      |      |      |      |      |      |      | 16   |
|                 | Volkspartij voor Vrijheid en Democratie (VVD) | Volkspartij voor Vrijheid en Democratie (VVD) | Volkspartij voor Vrijheid en Democratie (VVD) | 12   | 12   | 23   | 19   | 15   | 14   | 16   | 13   | 12   | 10   |
|                 | GroenLinks-PvdA (GL-PvdA)                     |                                               | GroenLinks (GL)                               | 3    | 4    | 4    | 8    | 5    | 4    | 5    | 4    | 8    | 7    |
|                 | GroenLinks-PvdA (GL-PvdA)                     | Partij van de Arbeid (PvdA)                   | 26                                            | 16   | 14   | 15   | 19   | 14   | 14   | 8    | 6    | 7    |      |
|                 | Christen-Democratisch Appèl (CDA)             | Christen-Democratisch Appèl (CDA)             | Christen-Democratisch Appèl (CDA)             | 26   | 27   | 19   | 20   | 23   | 21   | 11   | 12   | 9    | 6    |
|                 | Demokraten 66 (D66)                           | Demokraten 66 (D66)                           | Demokraten 66 (D66)                           | 5    | 12   | 7    | 4    | 3    | 2    | 5    | 10   | 7    | 5    |
|                 | Partei für die Freiheit (PVV)                 | Partei für die Freiheit (PVV)                 | Partei für die Freiheit (PVV)                 |      |      |      |      |      |      | 10   | 9    | 5    | 4    |
|                 | JA21                                          | JA21                                          | JA21                                          |      |      |      |      |      |      |      |      |      | 3    |
|                 | Socialistische Partij (SP)                    | Socialistische Partij (SP)                    | Socialistische Partij (SP)                    |      |      | 1    | 2    | 4    | 12   | 8    | 9    | 4    | 3    |
|                 | ChristenUnie (CU)                             | ChristenUnie (CU)                             | ChristenUnie (CU)                             | 2    | 2    | 2    | 4    | 2    | 4    | 2    | 3    | 4    | 3    |
|                 | Partij voor de Dieren (PvdD)                  | Partij voor de Dieren (PvdD)                  | Partij voor de Dieren (PvdD)                  |      |      |      |      |      | 1    | 1    | 2    | 3    | 3    |
|                 | Forum voor Democratie (FVD)                   | Forum voor Democratie (FVD)                   | Forum voor Democratie (FVD)                   |      |      |      |      |      |      |      |      | 12   | 2    |
|                 | Staatkundig Gereformeerde Partij (SGP)        | Staatkundig Gereformeerde Partij (SGP)        | Staatkundig Gereformeerde Partij (SGP)        | 1    | 2    | 2    | 2    | 2    | 2    | 1    | 2    | 2    | 2    |
|                 | Volt Nederland (Volt)                         | Volt Nederland (Volt)                         | Volt Nederland (Volt)                         |      |      |      |      |      |      |      |      |      | 2    |
|                 | 50PLUS (50+)                                  | 50PLUS (50+)                                  | 50PLUS (50+)                                  |      |      |      |      |      |      | 1    | 2    | 2    | 1    |
|                 | Onafhankelijke Politiek Nederland (OPNL)      |                                               | De Groenen                                    |      |      | 1    | 1    |      |      |      |      |      |      |
|                 | Onafhankelijke Politiek Nederland (OPNL)      | 50PLUS (50+)                                  |                                               |      |      |      |      |      | 1    |      |      |      |      |
|                 | Onafhankelijke Politiek Nederland (OPNL)      | Fryske Nasjonale Partij (FNP)                 |                                               |      |      |      | 1    | 1    |      | 1    | 1    | 1    |      |
|                 | Liste Pim Fortuyn (LPF)                       | Liste Pim Fortuyn (LPF)                       | Liste Pim Fortuyn (LPF)                       |      |      |      |      | 1    |      |      |      |      |      |
|                 | Algemeen Ouderen Verbond (AOV)                | Algemeen Ouderen Verbond (AOV)                | Algemeen Ouderen Verbond (AOV)                |      |      | 2    |      |      |      |      |      |      |      |
| Gesamt          | Gesamt                                        | Gesamt                                        | Gesamt                                        | 75   | 75   | 75   | 75   | 75   | 75   | 75   | 75   | 75   | 75   |

Onafhankelijke Politiek Nederland (OPNL) wird von Parteien unterstützt, die sich vor allem auf Provinzebene betätigen. Die bedeutendste von ihnen ist die Fryske Nasjonale Partij. Von 2011 bis 2015 wurde das Mandat von OPNL mit einem Vertreter von 50PLUS besetzt.

## Auflösung
Die Regierung kann sowohl die Erste als auch die Zweite Kammer auflösen. Während die Zweite Kammer relativ häufig aufgelöst wird (1948, 1959, 1967, 1972, 1982, 1989, 2002, 2006, 2010, 2012, 2021), ist der Senat seit 1986 nicht mehr aufgelöst worden. Die Auflösung des Senats im Jahr 1904 entsprang als einzige einem Konflikt, bei dem die Regierung eine neue Mehrheit im Senat anstrebte. Eine Auflösung aus politischen Gründen stellte immer auch die ungelöste (und von der Regierung verneinte) Frage, ob die Regierung vom Vertrauen des Senats abhängen soll.
Überhaupt ist die Auflösung des Senats kaum sinnvoll, wenn die Provinzparlamente unverändert bleiben. Bei einer Neuwahl des Senats können allenfalls die einzelnen Senatoren ausgewechselt werden, die Machtverhältnisse bleiben aber ohne Neuwahl der Provinzparlamente dieselben.  Dieser Gedanke spielte eine Rolle bei Verfassungsänderungen. Ursprünglich mussten für eine Verfassungsänderung beide Kammern aufgelöst werden, damit das Wahlvolk die Volksvertretung neu beurteilen kann. In der Praxis wartete man die regulären Wahlen zur Zweiten Kammer ab und löste dann auch den Senat auf. Problematischerweise verkürzte dieses Vorgehen die reguläre Amtszeit der Senatoren zum Teil drastisch. Seit 1995 muss daher nur noch die Zweite Kammer aufgelöst werden.
Kleinere Verschiebungen bei einer Auflösung waren durchaus möglich: durch taktisches Wählen, durch zwischenzeitliche Fraktionswechsel einzelner Provinzparlamentarier oder durch das Abweichen einzelner von der Parteilinie, sei es absichtlich oder aus Versehen. Im Jahr 1986 verlor die VVD einen Sitz an die PPR, weil in der Provinz Drenthe zwei VVD-Politiker nicht rechtzeitig zur Wahl erschienen waren.

## Kritik und aktuelle Entwicklung
Die Existenz der Ersten Kammer war von Anbeginn an in Frage gestellt worden. Beispielsweise forderte im Februar 1831 der gemäßigt-liberale Van Nes van Meerkerk aus Utrecht die Abschaffung der Ersten Kammer. Das verband er mit dem Verlust des Südens, aber auch damit, dass die Verfassung die Unterschiede der Geburt nach aufhebe und beide Kammern das gesamte Volk vertreten. 1840 waren 15 von 45 Mitgliedern der Zweiten Kammer für die Abschaffung. Im August 1848 schrieb Thorbecke über die Erste Kammer, sie existiere „ohne Grund und ohne Ziel“. Etwa in der zweiten Hälfte des 19. Jahrhunderts kam es allerdings dazu, dass die (klassischen) Liberalen die konservative Kraft des Senats befürworteten. Aktuell sind es die Socialistische Partij, GroenLinks, Democraten 66, aber auch die rechtspopulistische Partij voor de Vrijheid, die den Senat abschaffen möchten.
Mit den Reformen hat der Gesetzgeber eine Situation geschaffen, die nach Ansicht von de Vries zu mehreren Problemen führt:
- Die Generalstaaten sollen das Volk vertreten, aber die Urteilsfindung ist eine doppelte.
- Der Senat soll Gesetze überprüfen, kann aber nur zwischen Annahme und Ablehnung wählen.
- Die indirekte Wahl war ein politischer Kompromiss und ist nicht unbedingt die geeignetste.
- Die Provinzparlamente sind an der Wahl beteiligt, was nicht zu einem Einheitsstaat passt.
- Es gibt keine Regelung zur Lösung eventueller Konflikte zwischen beiden Kammern.[41]

Van den Braak resümiert, dass die seit Beginn des Königreichs andauernden Diskussionen die Stellung und Aufgaben der Ersten Kammer nicht wesentlich verändert haben. Trotz des Eindrucks, die unter Druck stehende Erste Kammer habe ständig verteidigt werden müssen, ist ihre Position unbedroht. Die vierjährige Periode hat sie sogar gestärkt. „Dabei sei hinzugefügt, dass sie auch nach 1983, immer wenn es wirklich darauf ankam, den Kürzeren zog.“

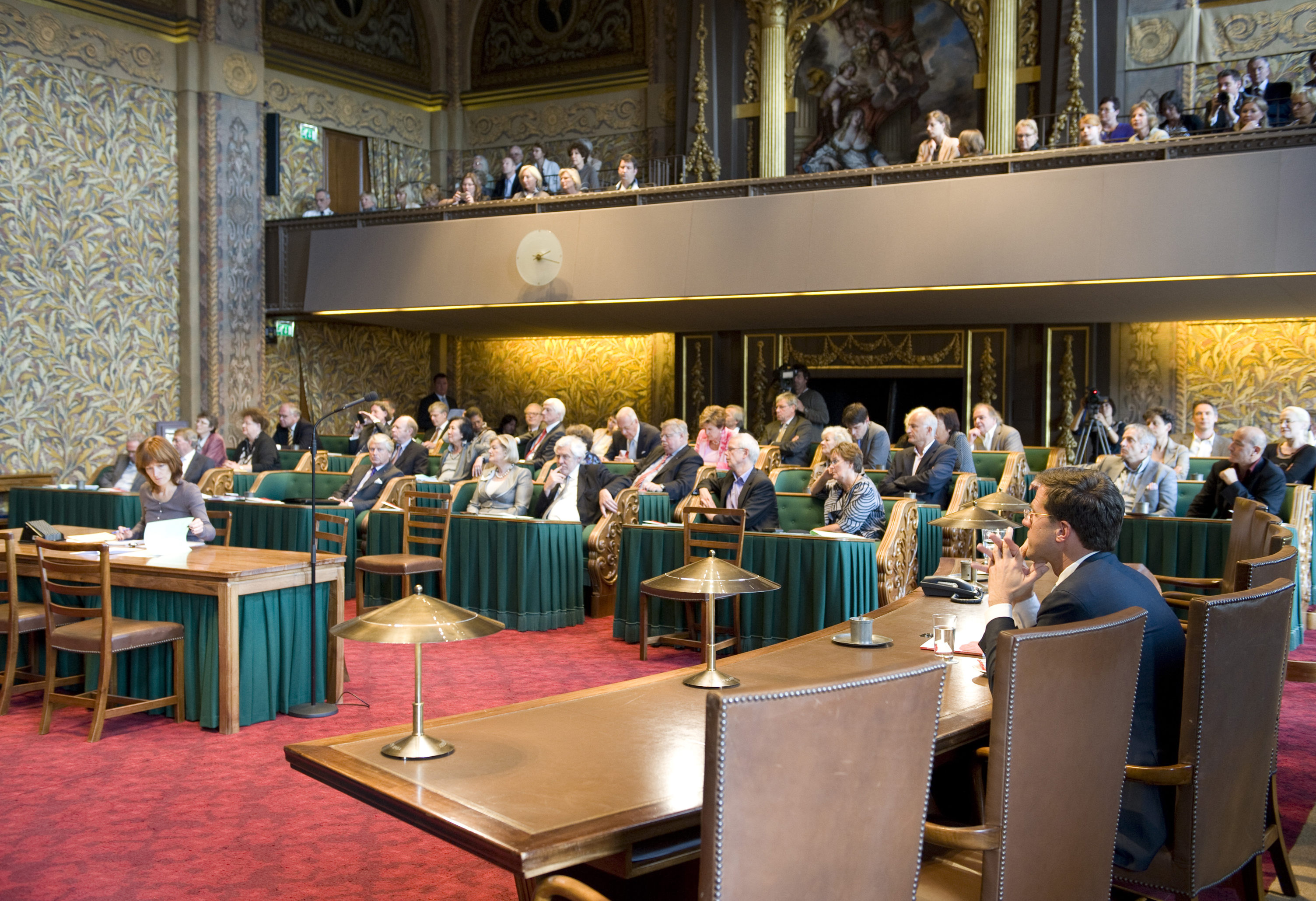
Ministerpräsident Mark Rutte (VVD) in der Ersten Kammer, Mai 2011

Im Zuge der Wahl zur Ersten Kammer im Mai 2011 ist die Erste Kammer und vor allem das Wahlsystem in die Kritik geraten. Es biete die Möglichkeit zum strategischen Wählen und damit zum politischen Geschacher. Ministerpräsident Mark Rutte nannte das Wahlsystem bizarr, hielt eine Reform aber nicht für prioritär.
Seit 2010 haben die Volksparteien der Christdemokraten und der Sozialdemokraten drastisch an Stimmen verloren. In beiden Kammern gibt es daher tendenziell mehr (relativ kleine) Fraktionen. Das macht es unwahrscheinlich, dass eine Regierungskoalition, die sich auf eine Mehrheit in der Zweiten Kammer stützen kann, gleichzeitig eine Mehrheit in der Ersten Kammer hat. Diese Fragmentierung der politischen Landschaft wertet die Erste Kammer auf, da die Koalition für ihre Vorhaben verstärkt Kompromisse mit Parteien suchen muss, die schwach in der Zweiten, aber stärker in der Ersten Kammer vertreten sind.

## Belege
1. ↑  Erik Knippenberg: De Senaat. Rechtsvergelijkend onderzoek naar het House of Lords, de Sénat, de Eerste Kamer en de Bundesrat. Diss. Maastricht, Sdu Uitgevers. Den Haag 2002, S. 25/26.
2. ↑  Bert van den Braak: De Eerste Kamer. Geschiedenis, samenstelling en betekenis 1815–1995. Diss. Leiden, Den Haag 1998, S. 13, S. 34–36.
3. ↑  Frank de Vries: De staatsrechtelijke positie van de Eerste Kamer. Diss. Groningen, Kluwer. Deventer 2000, S. 81.
4. ↑  Bert van den Braak: De Eerste Kamer. Geschiedenis, samenstelling en betekenis 1815–1995. Diss. Leiden, Den Haag 1998, S. 406.
5. ↑  Bert van den Braak: De Eerste Kamer. Geschiedenis, samenstelling en betekenis 1815–1995. Diss. Leiden, Den Haag 1998, S. 406.
6. ↑  Frank de Vries: De staatsrechtelijke positie van de Eerste Kamer. Diss. Groningen, Kluwer. Deventer 2000, S. 298, 301/302.
7. ↑  Frank de Vries: De staatsrechtelijke positie van de Eerste Kamer. Diss. Groningen, Kluwer. Deventer 2000, S. 298, 311–313.
8. ↑  Erik Knippenberg: De Senaat. Rechtsvergelijkend onderzoek naar het House of Lords, de Sénat, de Eerste Kamer en de Bundesrat. Diss. Maastricht, Sdu Uitgevers. Den Haag 2002, S. 157.
9. ↑  Erik Knippenberg: De Senaat. Rechtsvergelijkend onderzoek naar het House of Lords, de Sénat, de Eerste Kamer en de Bundesrat. Diss. Maastricht, Sdu Uitgevers. Den Haag 2002, S. 155/156.
10. ↑  Erik Knippenberg: De Senaat. Rechtsvergelijkend onderzoek naar het House of Lords, de Sénat, de Eerste Kamer en de Bundesrat. Diss. Maastricht, Sdu Uitgevers. Den Haag 2002, S. 164, 167/168.
11. ↑  Erik Knippenberg: De Senaat. Rechtsvergelijkend onderzoek naar het House of Lords, de Sénat, de Eerste Kamer en de Bundesrat. Diss. Maastricht, Sdu Uitgevers. Den Haag 2002, S. 158.
12. ↑  Erik Knippenberg: De Senaat. Rechtsvergelijkend onderzoek naar het House of Lords, de Sénat, de Eerste Kamer en de Bundesrat. Diss. Maastricht, Sdu Uitgevers. Den Haag 2002, S. 161/162.
13. ↑  Erik Knippenberg: De Senaat. Rechtsvergelijkend onderzoek naar het House of Lords, de Sénat, de Eerste Kamer en de Bundesrat. Diss. Maastricht, Sdu Uitgevers. Den Haag 2002, S. 158/159.
14. ↑  Erik Knippenberg: De Senaat. Rechtsvergelijkend onderzoek naar het House of Lords, de Sénat, de Eerste Kamer en de Bundesrat. Diss. Maastricht, Sdu Uitgevers. Den Haag 2002, S. 161/162.
15. ↑  Erik Knippenberg: De Senaat. Rechtsvergelijkend onderzoek naar het House of Lords, de Sénat, de Eerste Kamer en de Bundesrat. Diss. Maastricht, Sdu Uitgevers. Den Haag 2002, S. 177/178.
16. ↑  Parlement.com: Plenaire vergadering Eerste Kamer, Abruf am 19. März 2011.
17. ↑  Parlement.com: Eerste Kamervoorzitter, Abruf am 19. März 2011.
18. ↑  Parlement.com: College van Senioren, Abruf am 19. März 2011.
19. ↑  Parlement.com: Fracties, Abruf am 19. März 2011.
20. ↑  Erik Knippenberg: De Senaat. Rechtsvergelijkend onderzoek naar het House of Lords, de Sénat, de Eerste Kamer en de Bundesrat. Diss. Maastricht, Sdu Uitgevers. Den Haag 2002, S. 165/166.
21. ↑  Parlement.com: Interne organisatie Eerste Kamer, Abruf am 19. März 2011.
22. ↑  Frank de Vries: De staatsrechtelijke positie van de Eerste Kamer. Diss. Groningen, Kluwer. Deventer 2000, S. 298, 109.
23. ↑  Kiesraad: Electoral colleges for the Senate, Abruf am 30. November 2021.
24. ↑  Parlement.com: Getrapte verkiezingen, Abruf am 19. März 2011.
25. ↑  Parlement.com: Procedure Eerste Kamerverkiezing, Abruf am 19. März 2011.
26. ↑  Kiesraad: Stemwaarden Eerste Kamerverkiezing 2015,  Abruf am 30. Mai 2015.
27. ↑  Rijksdienst Caribisch Nederland: Q&A's kiescollege 2019 vom 3. Januar 2019, Abruf am 30. November 2021.
28. ↑  Parlement.com: Eerste Kamerleden met voorkeurstemmen gekozen, Abruf am 19. März 2011.
29. ↑  Parlement.com: Eerste Kamerleden met voorkeurstemmen gekozen, Parlement.com: D. (Düzgün) Yildirim, Abruf am 19. März 2011.
30. ↑  Parlement.com: Geschiedenis wijze van verkiezen Eerste Kamer, Abruf am 19. März 2011.
31. ↑  Bert van den Braak: De Eerste Kamer. Geschiedenis, samenstelling en betekenis 1815–1995. Diss. Leiden, Den Haag 1998, S. 376.
32. ↑  Bert van den Braak: De Eerste Kamer. Geschiedenis, samenstelling en betekenis 1815–1995. Diss. Leiden, Den Haag 1998, S. 376/377.
33. ↑  Bert van den Braak: De Eerste Kamer. Geschiedenis, samenstelling en betekenis 1815–1995. Diss. Leiden, Den Haag 1998, S. 377/378.
34. ↑  parlement.com: Eerste Kamerverkiezingen 1983-2019
35. ↑  Kiesraad: Uitslag Eerste Kamerverkiezing 2023
36. ↑  CPN, PPR und PSP jeweils ein Sitz
37. 1 2 3 4  Reformatorische Politieke Federatie (RPF) und Gereformeerd Politiek Verbond (GPV)
38. ↑  Frank de Vries: De staatsrechtelijke positie van de Eerste Kamer. Diss. Groningen, Kluwer. Deventer 2000, S. 103/104.
39. ↑  Frank de Vries: De staatsrechtelijke positie van de Eerste Kamer. Diss. Groningen, Kluwer. Deventer 2000, S. 105–107.
40. ↑  Bert van den Braak: De Eerste Kamer. Geschiedenis, samenstelling en betekenis 1815–1995. Diss. Leiden, Den Haag 1998, S. 51.
41. ↑  Frank de Vries: De staatsrechtelijke positie van de Eerste Kamer. Diss. Groningen, Kluwer. Deventer 2000, S. 53.
42. ↑  Bert van den Braak: De Eerste Kamer. Geschiedenis, samenstelling en betekenis 1815–1995. Diss. Leiden, Den Haag 1998, S. 405/406.
43. ↑  Friesch Dagblad: Hervorm de senaat, maar schaf het niet af (Memento des Originals vom 3. Februar 2014 im Internet Archive)  Info: Der Archivlink wurde automatisch eingesetzt und noch nicht geprüft. Bitte prüfe Original- und Archivlink gemäß Anleitung und entferne dann diesen Hinweis., Abruf am 26. Mai 2011.
44. ↑  NOS: Veel kritiek op kiessysteem Senaat, Abruf am 26. Mai 2011.